# كورتني براون
كورتني براون (7 ديسمبر 1970 في المملكة المتحدة - ) (بالإنجليزية: Courtney Browne)‏ هو لاعب كريكت باربادوسي.

## وصلات خارجية
- كورتني براون على موقع إي آس بي آن كريك إنفو (الإنجليزية)